# يوسف الحربي (لاعب كرة قدم مواليد 1997)
يوسف سعد الحربي، لاعب كرة قدم سعودي، يلعب في خط الوسط.

## مسيرة اللاعب
لعب في النادي الأهلي ونادي الوحدة ونادي الفيحاء.

## روابط خارجية
- يوسف الحربي على موقع Soccerway.com (الإنجليزية)